# Amtsbezirk Eken
Der Amtsbezirk Eken war ein Amtsbezirk im Kreis Sonderburg in der Provinz Schleswig-Holstein.
Der Amtsbezirk wurde 1889 gebildet und umfasste Teile des Forstgutsbezirks Sonderburg und die folgenden Gemeinden:  
1. Dünnewitt
2. Eken
3. Elstrup
4. Guderup-Sjellerup
5. Stolbro

1920 wurde der Amtsbezirk aufgelöst und die Gemeinden aufgrund der Volksabstimmung in Schleswig an Dänemark abgetreten.